# LWL-Institut für westfälische Regionalgeschichte
Das LWL-Institut für westfälische Regionalgeschichte ist ein Institut zur Erforschung der Landesgeschichte der Region Westfalen in Trägerschaft des Landschaftsverbands Westfalen-Lippe mit Sitz in Münster.

## Geschichte
Es wurde im Jahre 1929 als Provinzialinstitut für westfälische Landes- und Volkskunde vom Provinzialverband der Provinz Westfalen gegründet. Zu seinen früheren Leitern zählen Franz Petri, Karl Teppe, Alfred Hartlieb von Wallthor und Bernd Walter.

## Wissenschaftliche Forschung
In seiner thematischen und methodischen Ausrichtung stellt das Institut eine Besonderheit dar: Es ist die einzige wissenschaftliche Einrichtung, die sich in kommunaler Trägerschaft schwerpunktmäßig der Erforschung der westfälischen Geschichte im Zeitraum des 19. und 20. Jahrhunderts widmet. Die wissenschaftlichen Referenten des Instituts erforschen Wechselwirkungen zwischen Wirtschaft, Gesellschaft, Kultur und Politik am Beispiel der Region Westfalen. Das LWL-Institut realisiert Forschungsprojekte mit vielfältigen Themenschwerpunkten. Eine Auswahl der aktuellen Projekte: Stadt-Land-Beziehungen, Heimkinder und Heimerziehung, Straßennamen, Tier und Mensch.

## Tagungen
Um die wissenschaftliche Diskussion zu fördern und eigene Forschungsergebnisse zu präsentieren, steht das Institut in aktivem wissenschaftlichem Austausch mit Universitäten und außeruniversitären Einrichtungen. Eigenständig und mit diesen Partnern veranstaltet das Institut Fachtagungen und Workshops. Eine Auswahl vergangener Tagungen: Fragwürdige Ehrungen!? Straßennamen als Instrument von Geschichtspolitik und Erinnerungskultur (12. Juli 2011); Medien des begrenzten Raumes: Regional- und landesgeschichtliche Zeitschriften im 19. und 20. Jahrhundert (12.–13. Mai 2011).

## Publikation
Das Institut gibt eine historische Fachzeitschrift – die Westfälischen Forschungen – und zwei Schriftenreihen, die Forschungen zur Regionalgeschichte und das Forum Regionalgeschichte, heraus. Mit den Westfälischen Forschungen verfügt das Institut über eine profilierte historische Fachzeitschrift, die seit 1938 jährlich erscheint. Dieses Periodikum der modernen Regionalgeschichte präsentiert ein breites Themenspektrum von der Frühen Neuzeit bis zur Zeitgeschichte.
Eine Auswahl der letzten Schwerpunktthemen: Aus der Hand in den Mund – Selbstversorgung als Praxis und Vision in der modernen Gesellschaft; Regionale Bildungs- und Wissenschaftsgeschichte im 20. Jahrhundert; Migration und Gesellschaft seit dem 18. Jahrhundert am Beispiel Westfalens u. a.

## InternetportalWestfälische Geschichte
Das Internetportal Westfälische Geschichte wurde im November 2002 als Kooperationsprojekt mit der Stiftung Westfalen-Initiative für Eigenverantwortung und Gemeinwohl begründet und 10. November 2004 freigeschaltet. Es ist offen konzipiert und wird fortlaufend um neue Inhalte und Projekte erweitert. Das Informations- und Serviceangebot umfasst u. a. Einführungstexte in Epochen und Themen, Informationen zu Räumen, Regionen und Territorien, Quellen, Karten, Biografien, Ereignisse, Literatur, Medien und Informationen für den Schulunterricht. Soweit möglich, werden Inhalte wie z. B. Karten und Quellen digital angeboten. Es richtet sich sowohl an ein fachwissenschaftliches Publikum als auch die historisch interessierte Öffentlichkeit. Zentrale Ziele sind die Versorgung mit Grundlageninformationen (z. B. durch Einführungstexte in Themen und Epochen), die gebündelte Bereitstellung von Fachinformationen in Form von Schwerpunkten und Projekten sowie Servicefunktionen (z. B. seit 2003: E-Mailing-Liste Westfälische Geschichte).
Neben den Grundlagen werden Informationen auch im Rahmen von Schwerpunkten und Projekten zur Verfügung gestellt, u. a.:
| - Digitale Westfälische Urkunden-Datenbank - Marcus Weidner, Die Straßenbenennungspraxis in Westfalen und Lippe während des Nationalsozialismus. Datenbank der Straßenbenennungen 1933–1945 - Leben und Werk des Freiherrn vom und zum Stein (1757–1831) - 1648 – Der Westfälische Friede - Frauen- und Geschlechtergeschichte - Arminius – Varus. Die Varusschlacht im Jahre 9 n. Chr. - „Vergangenheit, wir kommen!“ – (Online-)Spielfilm zur Einführung in die Archivarbeit (nicht nur) für Schüler - Berg-, Hütten- und Hammerwerke im Herzogtum Westfalen im Mittelalter und in der Frühen Neuzeit - Karl Ludwig von Le Coq und die Topographische Karte von Westphalen, 1796–1813 - Hof- und Adresskalender geistlicher Territorien des 18. Jahrhunderts |

## Förderung des wissenschaftlichen Nachwuchses
In den institutseigenen Publikationsreihen werden regelmäßig Dissertationen und Magisterarbeiten veröffentlicht. Außerdem vergibt das Institut Forschungsstipendien an junge Wissenschaftler, bildet wissenschaftliche Volontäre aus und ermöglicht Studenten und Schülern im Rahmen eines Praktikums Einblicke in den Arbeitsalltag eines historischen Forschungsinstituts.